# Pseudasellodes thyreata
Pseudasellodes thyreata är en fjärilsart som beskrevs av Felder 1875. Pseudasellodes thyreata ingår i släktet Pseudasellodes och familjen mätare. Inga underarter finns listade i Catalogue of Life.